# منطقة الباب
منطقة الباب منطقة سورية إدارية تتبع محافظة حلب ومركزها مدينة الباب، بلغ تعداد سكان المنطقة 201,589 نسمة حسب التعداد السكاني لعام 2004. تعتبر مركز إداري لما حولها من قرى.

## نواحي منطقة الباب
- ناحية مركز الباب
- ناحية تادف
- ناحية الراعي
- ناحية عريمة